# Oscar Swahn
Oscar Gomer Swahn (født 20. oktober 1847, død 1. maj 1927) var en svensk skytte, som deltog i OL 1908 i London, 1912 i Stockholm og 1920 i Antwerpen. Han er kendt som den ældste deltager, guldvinder og medaljevinder i det hele taget i OL-historien.
Swahn blev olympisk mester to gange i skydning under OL 1908 i London. Han vandt både den individuelle og holdkonkurrencen i Enkelt skud, løbende hjort.
Han vandt også en bronzemedalje i skydning under samme OL. Han kom på en tredjeplads i Dobbeltskud, løbende hjort.
Fire år senere blev han olympisk mester igen i skydning under OL 1912 i Stockholm. Her var han med på holdet, der vandt holdkonkurrencen i Enkelt skud, løbende hjort.
Ved samme OL vandt han også en bronzemedalje, da han kom på en tredjeplads i Dobbeltskud, løbende hjort. Han er registreret af IOC som den ældste person i historien, der har vundet en OL-guldmedalje, da han på det tidspunkt var 64 år.
I en alder af 72 år deltog han i OL 1920 i Antwerpen, som den ældste deltager i OL-historien samt den ældste medaljevinder. Han vandt en sølvmedalje i skydning under OL 1920. Han kom på en tredjeplads i Dobbeltskud, løbende hjort.
Han var udtaget, men deltog ikke ved OL 1924 i Paris på grund af sygdom.
Under samtlige olympiske holdkonkurrencer som Oscar Swahn deltog i, 1908, 1912 og 1920 var også hans søn Alfred Swahn med på holdet.